# Meia-lua presa
La meia-lua presa (litt. « demi-lune attachée », en portugais) est un coup de pied rotatif commun en capoeira, qui consiste à poser une main au sol en lâchant la jambe dans un mouvement circulaire complet.
La meia-lua presa est en fait une meia-lua de compasso avec une seule main au sol, et est davantage utilisée pour les jeux rapides. C'est un coup de pied très utilisé et caractéristique de la capoeira, notamment en raison de son efficacité, du peu de risque qu'il comporte et du fait qu'il peut être également utilisé pour esquiver ou contrer des attaques.

## Technique
- Placer une jambe devant soi, en direction de l'adversaire (sans lui tourner le dos, comme beaucoup de gens le font).
- Poser la main de devant à plat au sol entre les jambes, les doigts orientés vers le pied de derrière.
- La jambe de devant doit être pliée et le pied doit être posé à plat.
- La jambe de derrière doit être tendue.
- Garder l'adversaire en vue en regardant par-dessus le bassin.
- Pivoter le corps en gardant au maximum la jambe tendue contre le buste.
- Relâcher la jambe tendue vers l'arrière en maintenant les orteils orientés vers soi (frapper avec le talon).